# Kizil (rijeka)
Kizil (tur. Kızılırmak – Crvena rijeka, grčki: Άλυς „Halis“) je najduža rijeka u Turskoj. Predstavlja izvor energije za hidroelektrane i ne koristi se za plovidbu.

## Povijest
Hetiti su ovu rijeku nazivali Marassantiya. Predstavljala je granicu zemlje Hatti, središta Hetitskog Carstva. U antici je predstavljala granicu Male i ostatka Azije. Poznata je kao mjesto na kojem se 28. svibnja 585. pr. Kr. odvijala tzv. bitka pomrčine. Kroz povijest se ta bitka nazivala bitkom na Halisu; ime bitka pomrčine je dobila kasnije kao prva bitka koja se može datirati sa sigurnošću, budući kako ju je prekinula pomrčina čiji se može astronomski odrediti. Služila je kao granica Lidije i Medijskog Carstva sve dok je 547. pr. Kr. nije prešao lidijski kralj Krez kako bi napao Kira Velikog. Nakon toga je poražen, te se Perzijsko Carstvo proširilo se sve do Egejskog mora.

## Vanjske poveznice
|  | Zajednički poslužitelj ima još gradiva o temi Kizil (rijeka) |

- Halys (Livius.org)  Arhivirana inačica izvorne stranice od 30. ožujka 2010. (Wayback Machine)
- Kizil (Encarta enciklopedija)  Arhivirana inačica izvorne stranice od 20. kolovoza 2009. (Wayback Machine)